# Chi Cá leo
Chi Cá leo (danh pháp khoa học: Wallago) là một chi cá da trơn trong họ Cá nheo (Siluridae). Chi này hiện tại (2007) được công nhận là chứa 5 loài. Tên gọi chung của chúng là cá leo.

## Các loài
- Wallago attu: Cá leo
- Wallago hexanema
- Wallago leerii: Cá leo Thái
- Wallago maculatus: Cá leo Borneo
- Wallago micropogon: Cá leo Mê Kông

## Hình ảnh

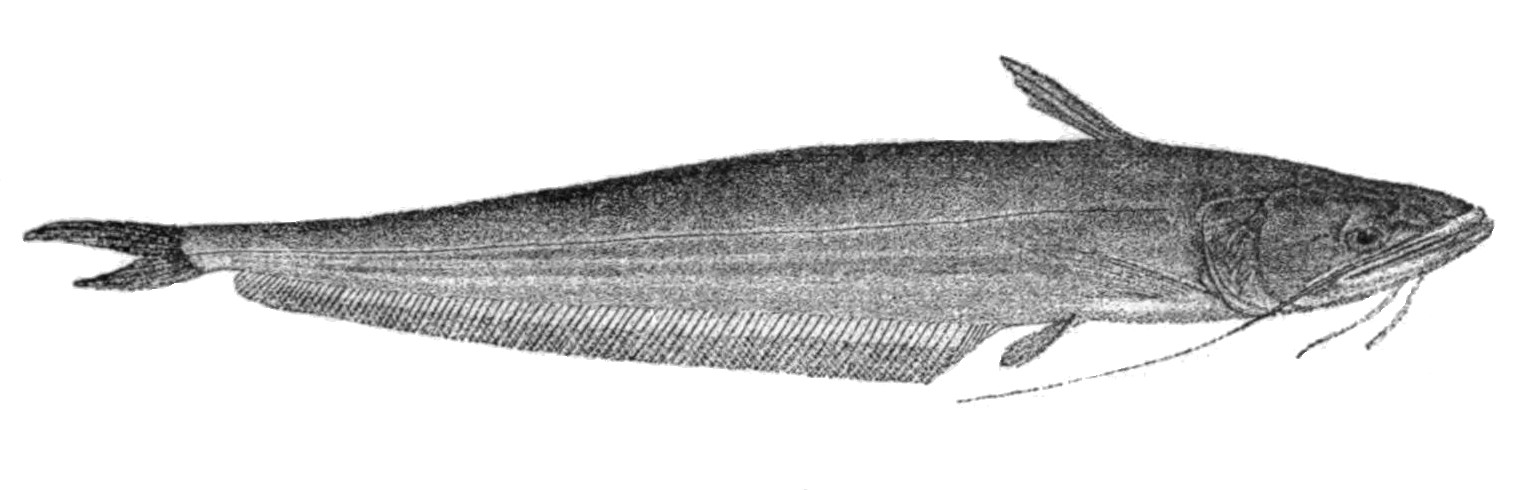